# Guarulhos
Guarulhos é um município da Região Metropolitana de São Paulo, no estado de São Paulo, no Brasil. É a segunda cidade mais populosa do estado, a 13.ª mais populosa do país e a 53.ª mais populosa do continente americano, com 1 291 784 habitantes, de acordo com o Censo 2022 do IBGE.
Guarulhos foi fundada em 8 de dezembro de 1560, pelo padre jesuíta Manuel de Paiva, com a denominação de Nossa Senhora da Conceição de Guarulhos. Sua origem está ligada à de cinco outros povoamentos que tinham, como principal objetivo, defender o povoado de São Paulo dos Campos de Piratininga contra um possível ataque dos Tamoios.
É a cidade não capital mais populosa do Brasil e é considerada a 10.ª cidade mais rica do país. Em 2020, registrou um Produto Interno Bruto (PIB) de 77,3 bilhões de reais, o que representa 0,9% de todo PIB nacional, além de deter o 3.º maior PIB de seu estado.
Guarulhos sedia o principal aeroporto do país, que serve São Paulo, o Aeroporto Internacional André Franco Montoro.

## Etimologia
Segundo José de Alcântara Machado de Oliveira, o nome da cidade decorre da denominação dos indígenas que habitavam a região, os guaramomis ou maramomis, que eram um ramo dos guaianás. O nome do aldeamento indígena fundado em 1595 que deu origem à cidade era "Conceição dos Guarulhos", em referência a Nossa Senhora da Conceição.

## História

### Colonização e emancipação
No dia 8 de dezembro de 1560, o jesuíta Manuel de Paiva fundou, nas margens do Rio Tietê, o Aldeamento de Nossa Senhora da Conceição dos Guarulhos, que dará origem à cidade de Guarulhos. O povoado foi fundado para a catequese dos indígenas guaramomis ou guarus, da tribo dos guaianases, - daí o nome - e para a defesa da vila de São Paulo de Piratininga contra um possível ataque dos tamoios.
No final do século XVI e no século XVII, houve a mineração de ouro no atual norte de Guarulhos, após a descoberta de minas de ouro na região onde atualmente é o bairro de Lavras, em 1590, por Afonso Sardinha. A mineração usava a mão-de-obra de índios escravizados e trouxe crescimento ao aldeamento.
Em 1600, Nossa Senhora da Conceição dos Guarulhos foi elevada à condição de freguesia, subordinada à vila de São Paulo de Piratininga.
Com o declínio da mineração do ouro, a região de Guarulhos passou a ser ocupada por pequenas fazendas, onde criavam-se gado bovino e cavalos e plantava-se algodão, trigo e cana-de-açúcar, utilizando-se inicialmente a mão de obra escrava indígena e depois da mão de obra escrava negra, principalmente de origem sudanesa. No entanto, a agricultura sofreu com o clima úmido e frio, que acarretou em doenças nas plantas. As fazendas também sofriam com outros problemas, como enchentes e arraste de pontes na época úmida.
Já no século XIX, veio a produção de tijolos ao longo das várzeas dos rios Tietê, Cabuçu de Cima e Baquirivu-Guaçu, surgindo centenas de olarias na cidade. Com a introdução do tijolo como material de construção na cidade de São Paulo, em substituição à taipa de pilão, as olarias guarulhenses passaram a fornecer esse material para a capital. Algumas das principais ruas do que é hoje o centro de Guarulhos eram, no passado, ocupadas por olarias.
A Lei Provincial nº 34, de 24 de março de 1880, elevou Conceição dos Guarulhos à categoria de vila, desmembrando-se de São Paulo. A vila teve seu nome simplificado para Guarulhos por meio da Lei Estadual nº 1.021, de 6 de novembro de 1906, e logo em seguida foi elevada à categoria de cidade, por meio da Lei Estadual nº 1.038, de 19 de dezembro do mesmo ano.

### Século XX
O início do século XX foi marcado pela chegada da ferrovia e da energia elétrica (Light & Power), pelos pedidos para instalação da rede telefônica, licenças para implantação de indústrias, de atividades comerciais e pelos serviços de transporte de passageiros.
Em 1915 Guarulhos recebeu o Ramal Guapira - Guarulhos, do Tramway da Cantareira, possibilitando o escoamento de madeira, pedra e tijolos, fabricados em diversas olarias da região e amplamente utilizados na construção civil na capital. A cidade ganhou cinco estações: Vila Galvão, Torres Tibagy, Gopoúva, Vila Augusta e Guarulhos, além do prolongamento até a Base Aérea, em Cumbica.
A década de 1930 foi marcada pelos atos de Intervenção Federal, Constituição da Junta Governativa de Guarulhos e pelo Movimento Constitucionalista, como reflexos da Revolução de 1930.
Em 1940, foi inaugurada a Biblioteca Pública Municipal. Em 1941, o primeiro Centro de Saúde da cidade. Dez anos após, inaugurou-se a Santa Casa de Misericórdia de Guarulhos. Em 1945, a Base Aérea de São Paulo (BASP) foi transferida do Campo de Marte, em São Paulo, para o bairro de Cumbica.
Na década de 1950, chegaram, ao município indústrias dos setores elétrico, metalúrgico, plástico, alimentício, além das de borracha, calçados, peças para automóveis, relógios e couros. Nesta década, a inauguração das Rodovias Presidente Dutra e Fernão Dias aproximou pessoas e mercadorias da cidade. Guarulhos se viu unida a São Paulo, no momento histórico de aceleração industrial, e ao Rio de Janeiro, então capital federal e centro de decisões políticas e econômicas, gerando, portanto, um impulso para instalação de indústrias nos trechos das rodovias que passam pelo município. Nos seus 'anos dourados', Guarulhos também ganhou um Rotary Club e realizou a 1° Feira da Indústria e Comércio da cidade, no Parque Ibirapuera, em São Paulo.
A fase dos anos 1960 e 1970 foi marcada pela estruturação de atividades industriais, que em grande medida pautaram os caminhos da migração para São Paulo. Em 1963 foi fundada a Associação Comercial e Industrial de Guarulhos, hoje, Associação Comercial e Empresarial de Guarulhos (ACE).
Em 20 de janeiro de 1985, foi inaugurado o Aeroporto Internacional de São Paulo, que em 2001 recebeu o nome oficial de Aeroporto Internacional de São Paulo/Guarulhos - Governador André Franco Montoro. Em 2012 foi concedido à iniciativa privada, quando recebeu a marca GRU Airport – Aeroporto Internacional de São Paulo.

## Geografia

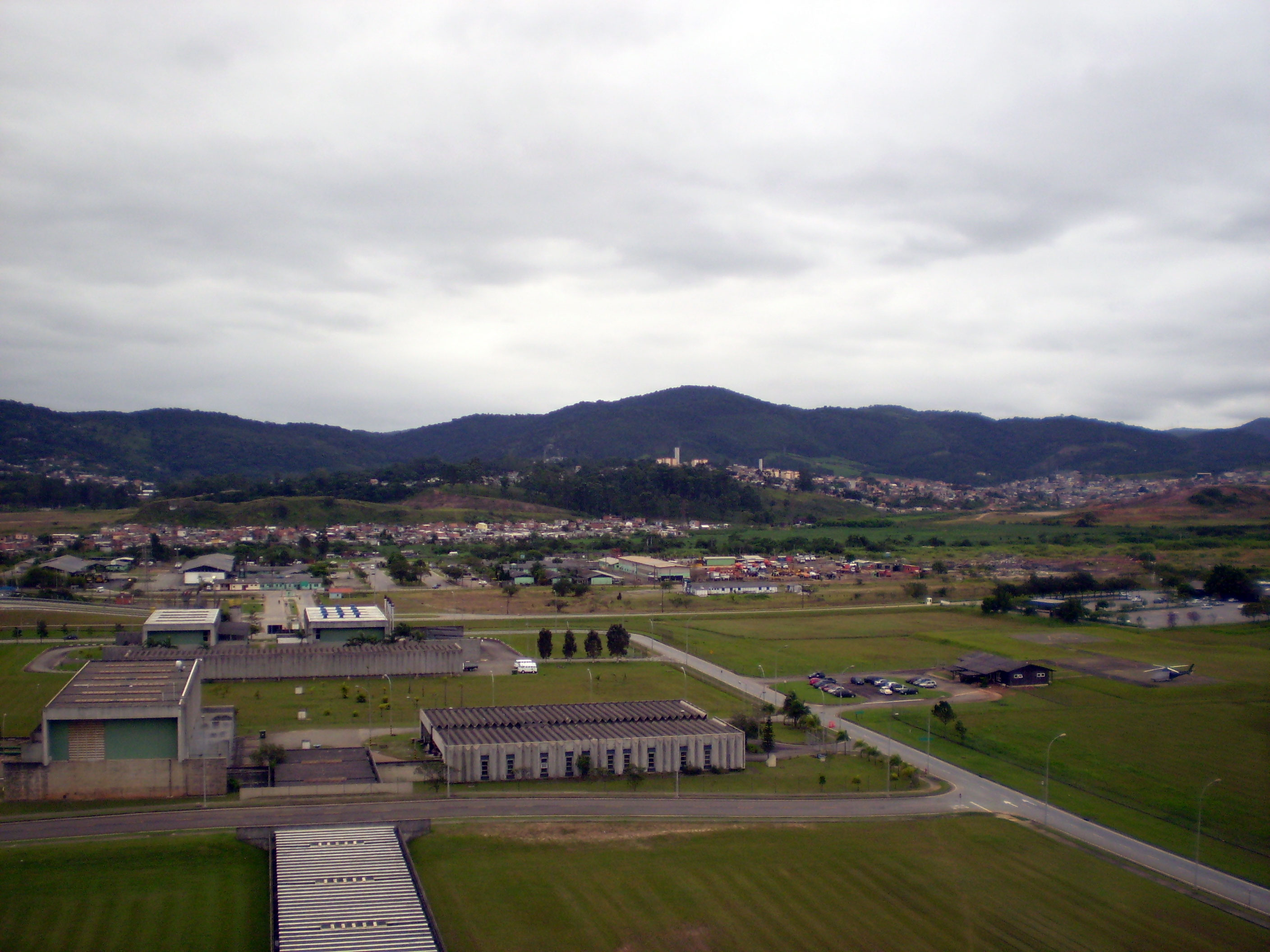
Vista da Serra da Cantareira da torre de controle de Cumbica.

Localizado na porção nordeste da Região Metropolitana de São Paulo (RMSP), Guarulhos é um dos 39 municípios que compõem essa região. Sua área total abrange 341 km², dos quais 197 km² (58%) correspondem a zonas urbanizadas e 144 quilômetros quadrados (42%) destinam-se a usos rurais. Faz fronteira a oeste com a capital paulista, tendo o Rio Cabuçu de Cima como limite natural, e ao sul com o Rio Tietê. No entorno, limita-se ainda com Itaquaquecetuba, a sudeste; Arujá, a leste; Santa Isabel, a nordeste; Nazaré Paulista, ao norte; e Mairiporã, a noroeste.
O relevo insere-se no domínio do Planalto Atlântico, caracterizado por várzeas, planícies aluviais, colinas, morros e serras. O ponto mais elevado do município atinge 1.422 metros de altitude, no Espigão da Serra do Itaberaba, conhecido como Pico do Gil. Já o ponto mais baixo, com 660 metros, está localizado na foz do Ribeirão Jaguari, na divisa com Santa Isabel e Arujá.

### Parques e áreas verdes

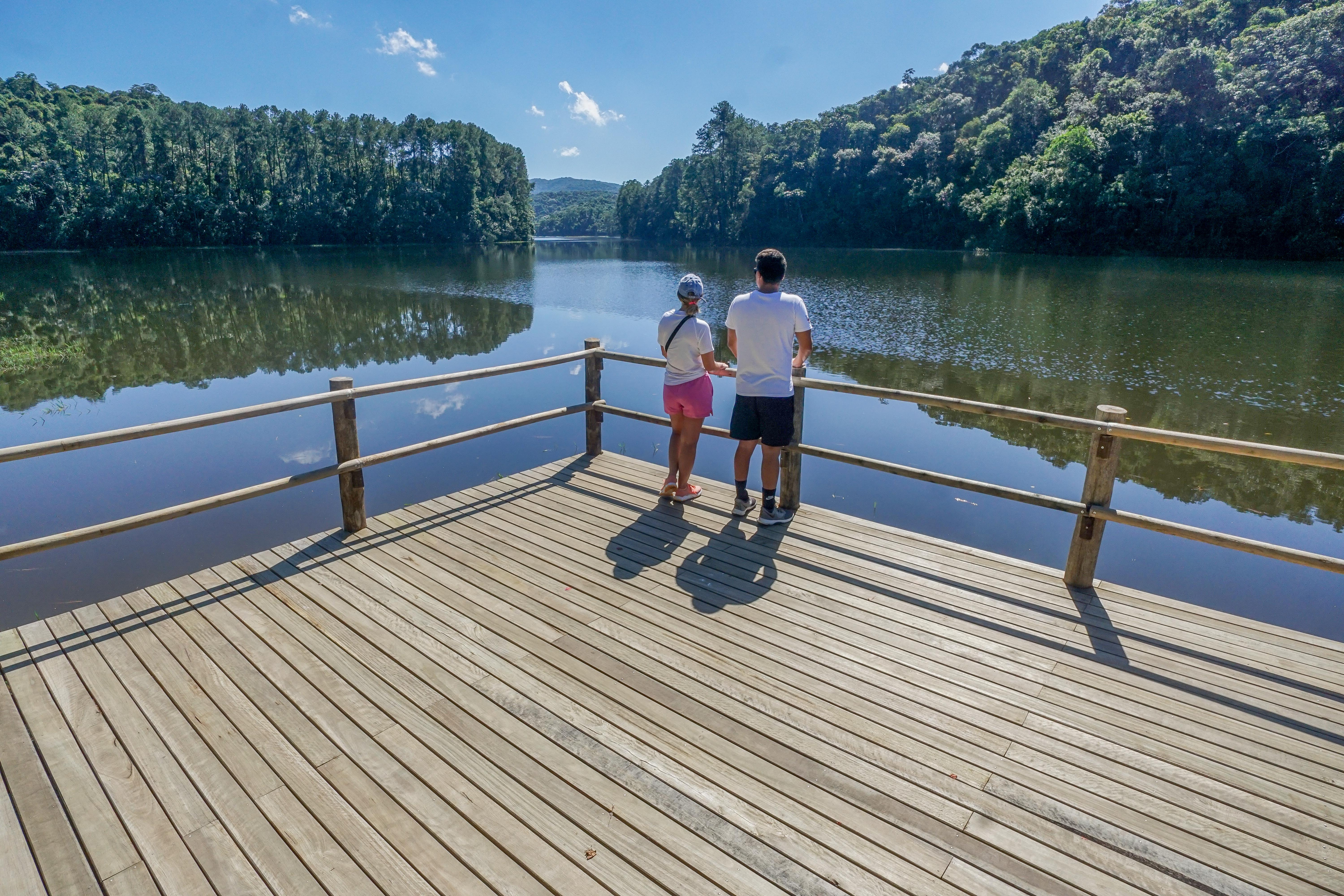
Parque Estadual Cantareira (Núcleo Cabuçu)

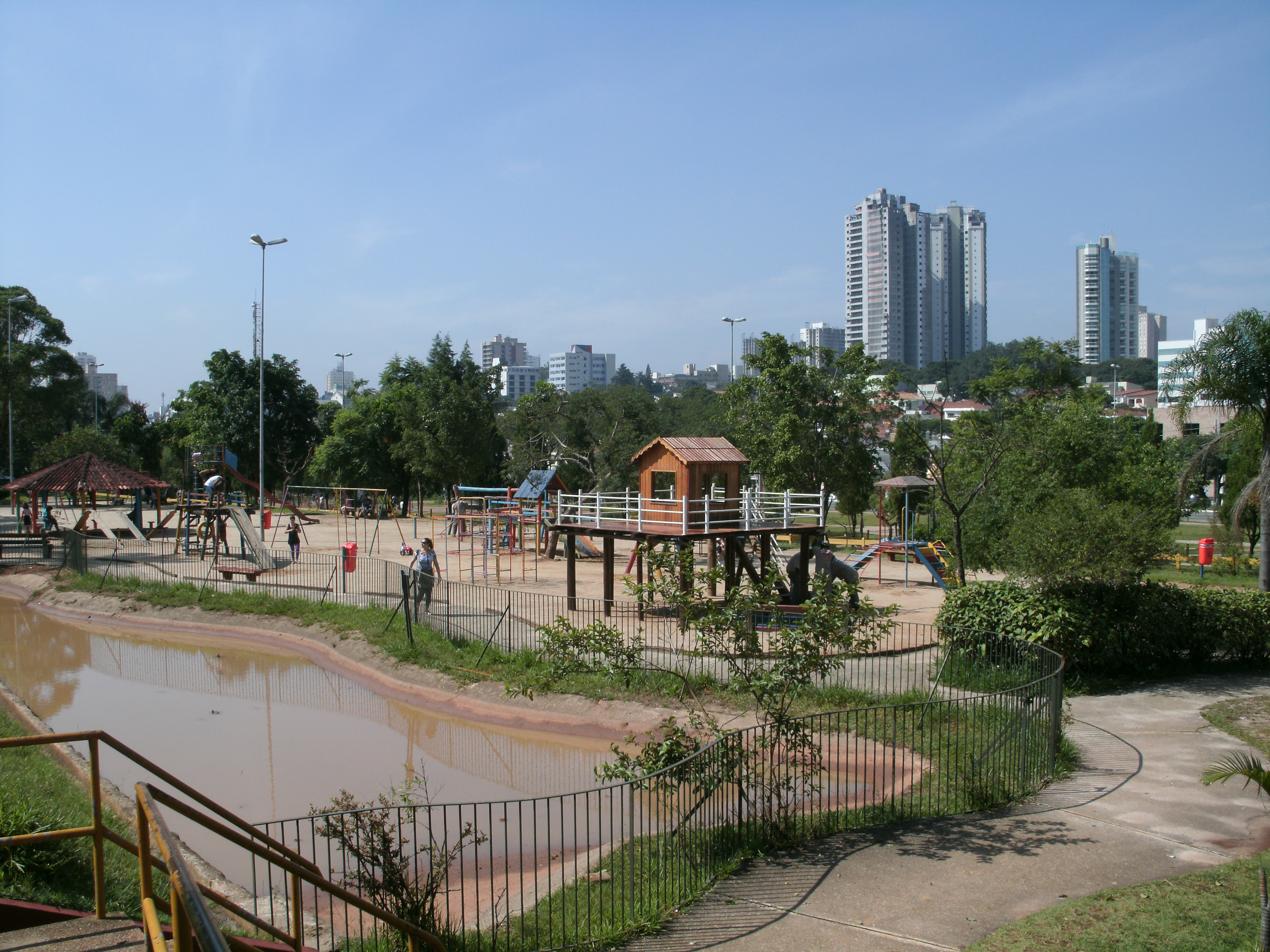
Bosque Maia.

Existem atualmente em Guarulhos vários polos de fauna e flora, dentre os quais merecem maior destaque: Parque Estadual Cantareira (Núcleo Cabuçu), também conhecido por Reserva Estadual da Cantareira, que conta com aproximadamente 2 550 hectares; o Bosque Maia, localizado no bairro Jardim Maia), é o maior parque urbano de Guarulhos; Parque Júlio Fracalanza, localizado no bairro da Vila Augusta, é um importante parque de vizinhança da região e possui a Cidade Mirim, onde crianças aprendem com monitores especializados as regras e sinais de trânsito e aprendem a praticar a cidadania.
O Lago dos Patos ou Lago de Vila Galvão, localizado no bairro da Vila Galvão, o espaço possui 20 mil metros quadrados de água doce e área verde. O Parque Chico Mendes, localizado no bairro Vila Isabel no bairro Pimentas, é a única área verde de importância da região. O espaço também abriga um Centro de Educação Ambiental, sanitários, quadra de esportes, campo de futebol, pista de skate, parquinho, mesas e bancos, quiosques, trilhas na mata e espaço para fabricação de adubo orgânico.

### Clima
Segundo dados do Instituto Nacional de Meteorologia (INMET), referentes ao período entre de 1983 a 2014, a menor temperatura registrada em Guarulhos foi de 1,6 °C em junho de 1994, nos dias 26 e 27, e a maior atingiu 37,5 °C em 15 de outubro de 2014. O maior acumulado de precipitação em 24 horas foi de 140 mm em 16 de janeiro de 1991. Outros grandes acumulados foram 131 mm em 1° de fevereiro de 1995, 127,5 mm em 17 de dezembro de 2000, 121,4 mm em 11 de fevereiro de 1999, 112,2 mm em 26 de janeiro de 1987, 109,4 mm em 25 de maio de 2005, 108,9 mm em 1° de março de 2011, 101,7 mm em 29 de dezembro de 1995, 101,6 mm em 9 de setembro de 2009 e 101,4 mm em 11 de janeiro de 2011. O clima é do tipo Cwa (tropical de altitude com inverno seco), de acordo com Köppen.
| Dados climatológicos para Guarulhos                                                                | Dados climatológicos para Guarulhos | Dados climatológicos para Guarulhos | Dados climatológicos para Guarulhos | Dados climatológicos para Guarulhos | Dados climatológicos para Guarulhos | Dados climatológicos para Guarulhos | Dados climatológicos para Guarulhos | Dados climatológicos para Guarulhos | Dados climatológicos para Guarulhos | Dados climatológicos para Guarulhos | Dados climatológicos para Guarulhos | Dados climatológicos para Guarulhos | Dados climatológicos para Guarulhos |
| Mês                                                                                                | Jan                                 | Fev                                 | Mar                                 | Abr                                 | Mai                                 | Jun                                 | Jul                                 | Ago                                 | Set                                 | Out                                 | Nov                                 | Dez                                 | Ano                                 |
| -------------------------------------------------------------------------------------------------- | ----------------------------------- | ----------------------------------- | ----------------------------------- | ----------------------------------- | ----------------------------------- | ----------------------------------- | ----------------------------------- | ----------------------------------- | ----------------------------------- | ----------------------------------- | ----------------------------------- | ----------------------------------- | ----------------------------------- |
| Temperatura máxima recorde (°C)                                                                    | 36,4                                | 36,5                                | 35                                  | 33                                  | 31,6                                | 31,2                                | 30,8                                | 33,6                                | 35,9                                | 37,5                                | 36                                  | 36                                  | 37,5                                |
| Temperatura máxima média (°C)                                                                      | 29,2                                | 29,4                                | 28,5                                | 26,9                                | 23,9                                | 23                                  | 22,8                                | 24,5                                | 24,8                                | 26,6                                | 27,6                                | 28,4                                | 26,3                                |
| Temperatura média compensada (°C)                                                                  | 23,4                                | 23,5                                | 22,8                                | 21,3                                | 18,5                                | 17,1                                | 16,6                                | 17,8                                | 18,8                                | 20,4                                | 21,5                                | 22,5                                | 20,4                                |
| Temperatura mínima média (°C)                                                                      | 19,1                                | 19,2                                | 18,6                                | 17,1                                | 14,3                                | 12,5                                | 12                                  | 12,7                                | 14,1                                | 15,8                                | 16,9                                | 18,1                                | 15,9                                |
| Temperatura mínima recorde (°C)                                                                    | 13,3                                | 14                                  | 11,7                                | 7,4                                 | 5                                   | 1,6                                 | 2,4                                 | 2,8                                 | 3,8                                 | 8,5                                 | 10,5                                | 12,5                                | 1,6                                 |
| Precipitação (mm)                                                                                  | 269,1                               | 224,9                               | 203,9                               | 86,6                                | 79                                  | 41,7                                | 48,5                                | 32,1                                | 88,9                                | 122,5                               | 134,8                               | 226,8                               | 1 558,8                             |
| Dias com precipitação (≥ 1 mm)                                                                     | 16                                  | 14                                  | 14                                  | 7                                   | 7                                   | 4                                   | 4                                   | 3                                   | 7                                   | 9                                   | 10                                  | 15                                  | 110                                 |
| Umidade relativa compensada (%)                                                                    | 75,4                                | 75,5                                | 75,5                                | 74,6                                | 75,9                                | 75,4                                | 74,1                                | 69,9                                | 72,6                                | 73,7                                | 73                                  | 75                                  | 74,2                                |
| Insolação (h)                                                                                      | 141,1                               | 136,6                               | 156,1                               | 162,1                               | 157,5                               | 155,2                               | 162                                 | 169,9                               | 127,2                               | 138,2                               | 145,2                               | 139,5                               | 1 790,6                             |
| Fonte: INMET (normal climatológica de 1981-2010; recordes de temperatura: 01/07/1983 a 30/11/2014) |                                     |                                     |                                     |                                     |                                     |                                     |                                     |                                     |                                     |                                     |                                     |                                     |                                     |

## Demografia

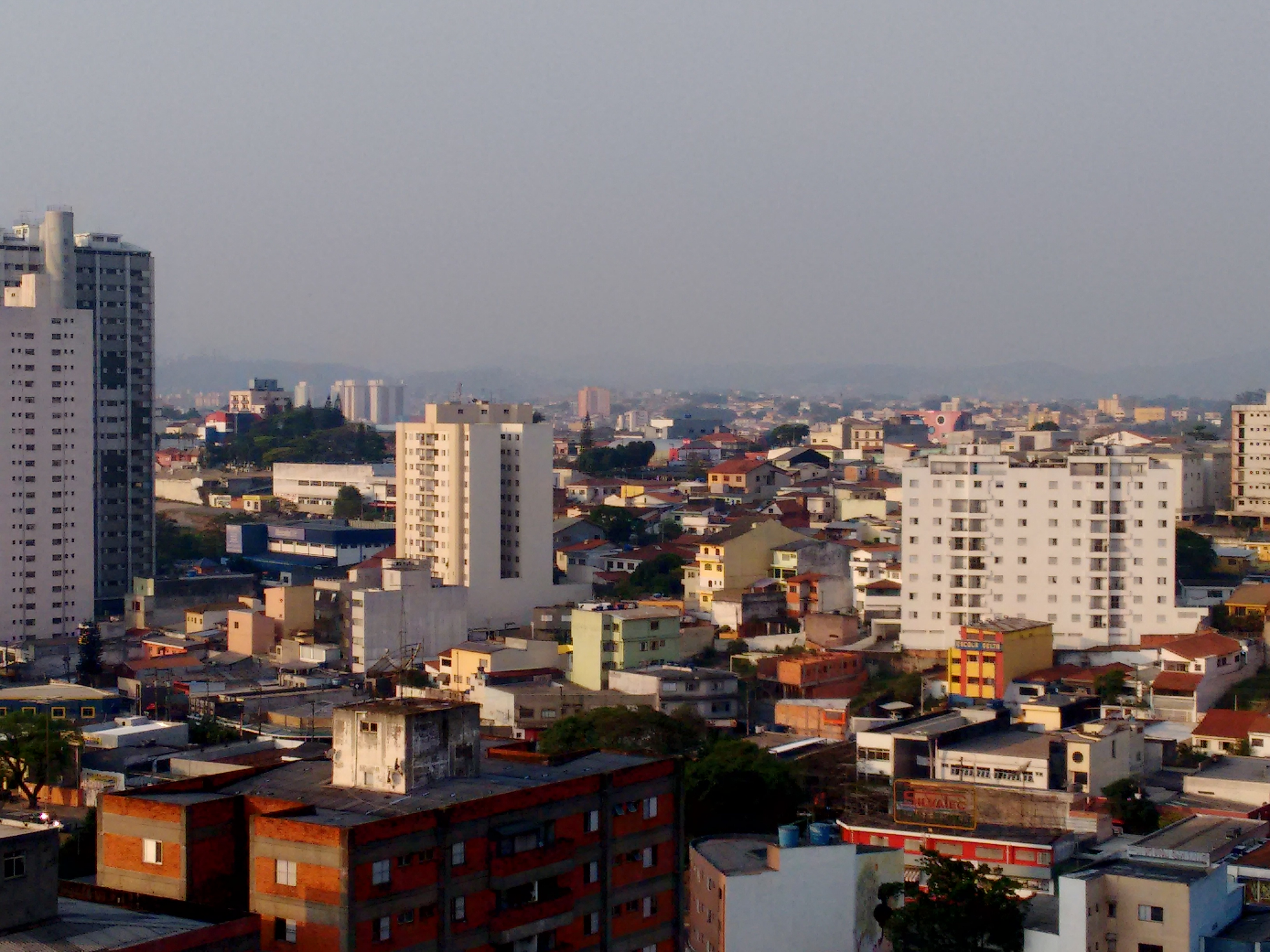
Região central de Guarulhos

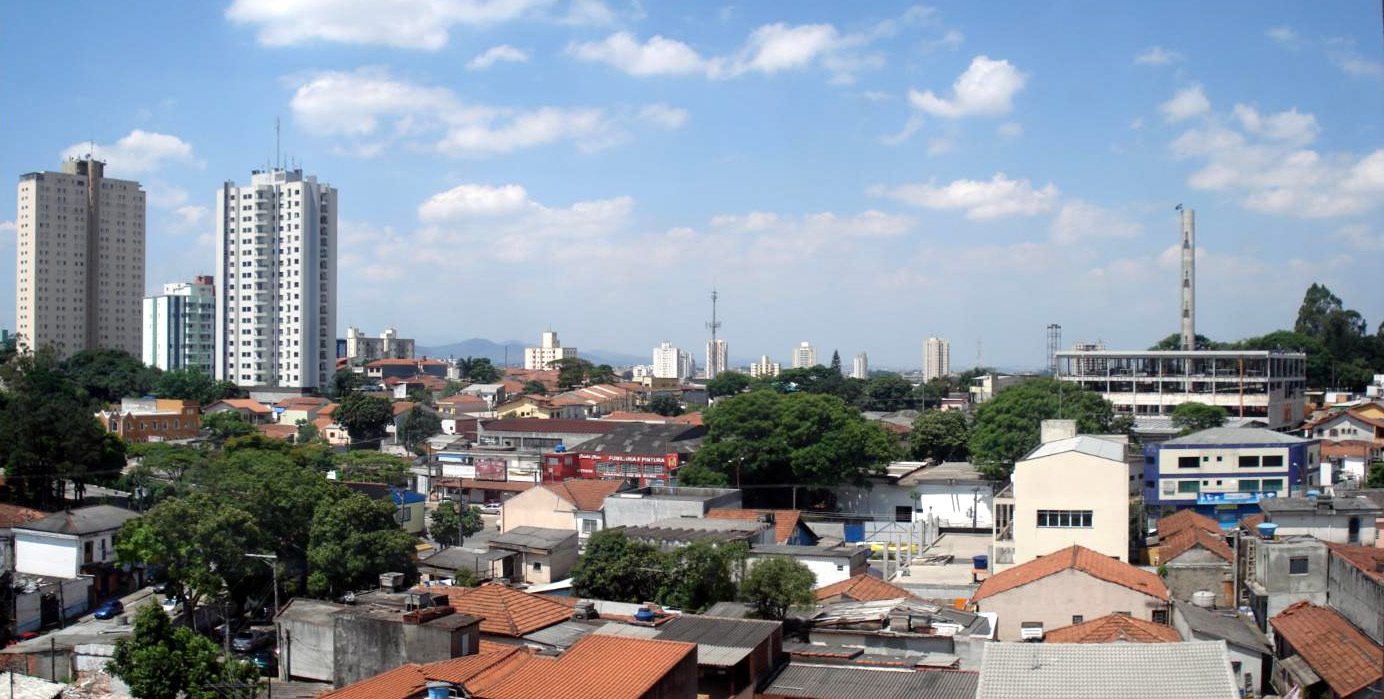
Vista do bairro de Gopoúva.

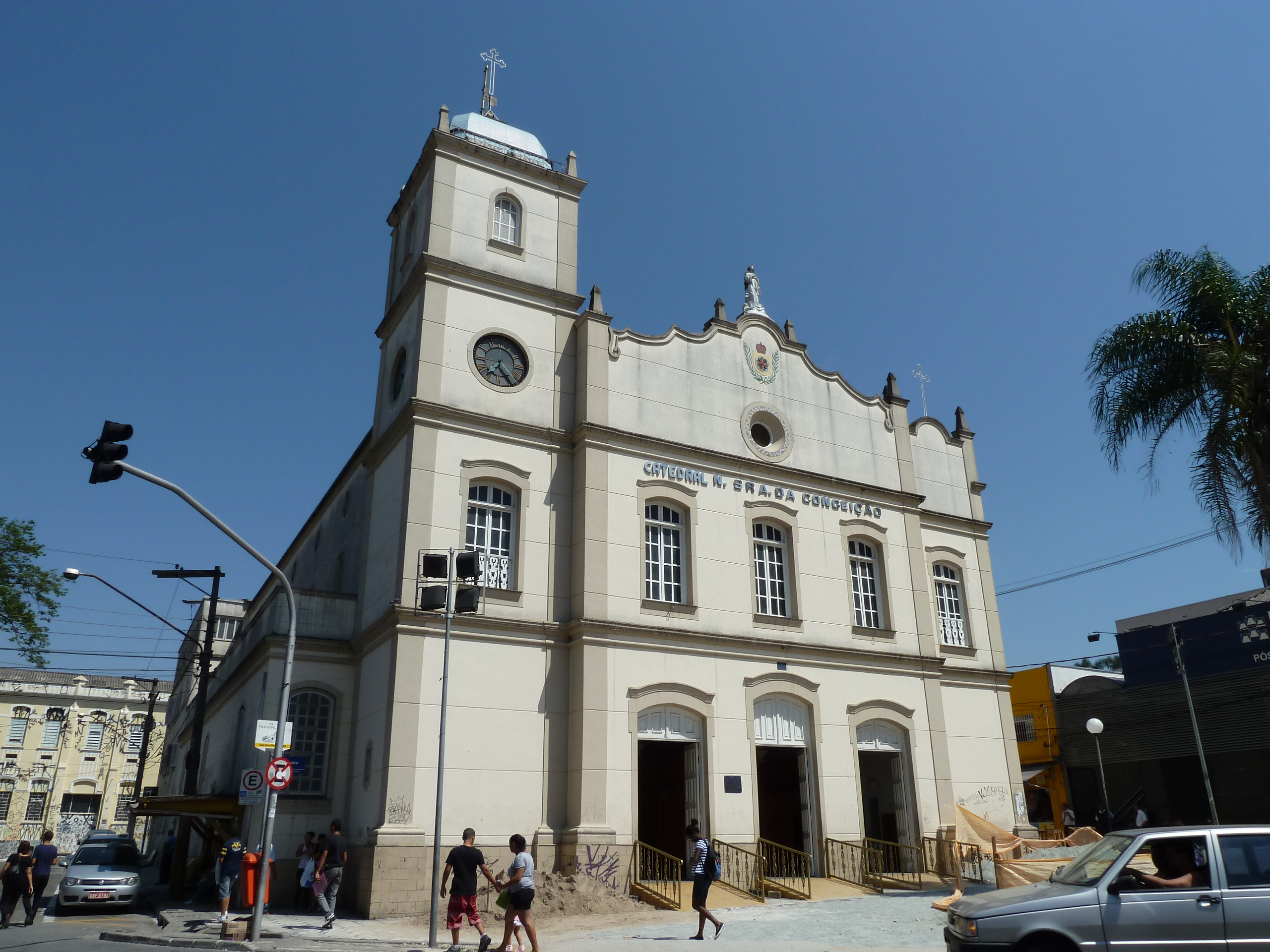
Catedral Nossa Senhora da Conceição.

### População
| Crescimento populacional                             | Crescimento populacional | Crescimento populacional | Crescimento populacional |
| Ano                                                  | População Total          |                          | %±                       |
| ---------------------------------------------------- | ------------------------ | ------------------------ | ------------------------ |
| 1890                                                 | 3 904                    |                          | —                        |
| 1900                                                 | 3 455                    |                          | −11,5%                   |
| 1910                                                 | 6 568                    |                          | 90,1%                    |
| 1920                                                 | 5 961                    |                          | −9,2%                    |
| 1925                                                 | 6 795                    |                          | 14,0%                    |
| 1934                                                 | 11 209                   |                          | 65,0%                    |
| 1937                                                 | 11 984                   |                          | 6,9%                     |
| 1940                                                 | 13 439                   |                          | 12,1%                    |
| 1946                                                 | 22 409                   |                          | 66,7%                    |
| 1950                                                 | 34 683                   |                          | 54,8%                    |
| 1958                                                 | 77 620                   |                          | 123,8%                   |
| 1960                                                 | 101 273                  |                          | 30,5%                    |
| 1970                                                 | 236 811                  |                          | 133,8%                   |
| 1980                                                 | 532 724                  |                          | 125,0%                   |
| 1991                                                 | 787 866                  |                          | 47,9%                    |
| 2000                                                 | 1 072 717                |                          | 36,2%                    |
| 2010                                                 | 1 221 979                |                          | 13,9%                    |
| 2022                                                 | 1 291 771                |                          | 5,7%                     |
| Est. 2024                                            | 1 345 364                | [ 19 ]                   | 4,1%                     |
| Fontes: Censos Demográficos IBGE e Estimativas SEADE |                          |                          |                          |

### Dados demográficos
Censo em 2022
- População residente: 1 291 771[24]
  - Urbana: 1 291 152
  - Rural: 619
  - Homens: 620 809
  - Mulheres: 670 962
- Densidade Demográfica (hab./km²): 4 053,57
- Taxa de fecundidade (filhos por mulher): 1,55
- IDH-M Renda: 0,746[25]

População estimada em 2024
1 345 364
| Cor/Raça  | Porcentagem |
| --------- | ----------- |
| Brancos   | 48,64%      |
| Negros    | 9,53%       |
| Pardos    | 40,77%      |
| Amarelos  | 0,94%       |
| Indígenas | 0,12%       |

Fonte: Censo 2022

### Religião
Segundo o censo de 2010, os católicos representam 48 por cento da população, seguido pelos protestantes de várias denominações (33 por cento) e espíritas (3 por cento). Outras religiões representam 16 por cento da população. A igreja mais antiga do município é a Catedral Nossa Senhora da Conceição, edificada em 1560, ano da fundação do município, sendo a sede da Diocese de Guarulhos, criada em 1981.
Segundo o censo brasileiro de 2022, a composição religiosa da cidade era de 43,37% católicos, 30,08% evangélicos ou protestantes, 2,48% espíritas, 1,89% umbandistas ou candomblecistas, 0,04% religião tradicional, 6,58% outra religião, 15,35% irreligiosos, 0,05% desconhecidos e 0,17% não declarados.

## Administração

### Câmara Municipal

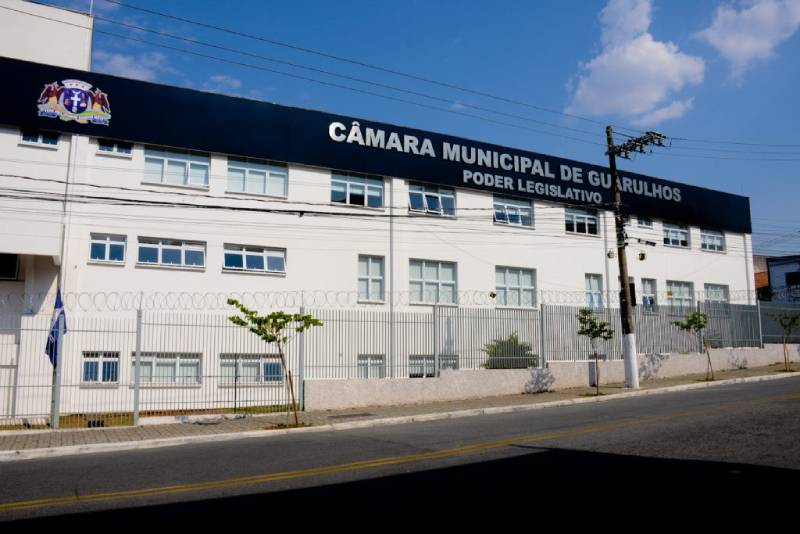
Câmara Municipal de Guarulhos

A Câmara Municipal de Guarulhos é o órgão legislativo do município. Fundada em 1948, a Câmara é responsável por legislar e fiscalizar o Executivo municipal, representando os interesses da população local. A 1ª Legislatura da Câmara Municipal de Guarulhos teve início em 1948, com a participação de 13 vereadores. O primeiro presidente da Câmara Municipal foi Rinaldo Poli, que mais tarde se tornaria o primeiro prefeito eleito de Guarulhos em 1953, obtendo 7.800 votos. Durante sua gestão, a sede da Câmara estava localizada na Rua Dom Pedro II, onde permaneceu até 1951. Entre 1951 e 1976, a Câmara foi transferida para um edifício na Rua Sete de Setembro, que também abrigava o Paço Municipal. De 1976 até 2006, a sede mudou novamente, desta vez para um edifício na Praça Getúlio Vargas. Entre 2006 e 2021, a Câmara ocupou um prédio localizado na esquina da Rua João Gonçalves com a Avenida Tiradentes, onde anteriormente funcionava o Cine Star. No dia 5 de abril de 2021, foi inaugurada a sede própria da Câmara Municipal de Guarulhos, localizada na Avenida Guarulhos, nº 845. Atualmente, a Câmara Municipal de Guarulhos é composta por 34 vereadores.

### Subdivisões
O município de Guarulhos é divido em 46 bairros mais o Aeroporto Internacional de São Paulo-Guarulhos. 

## Economia

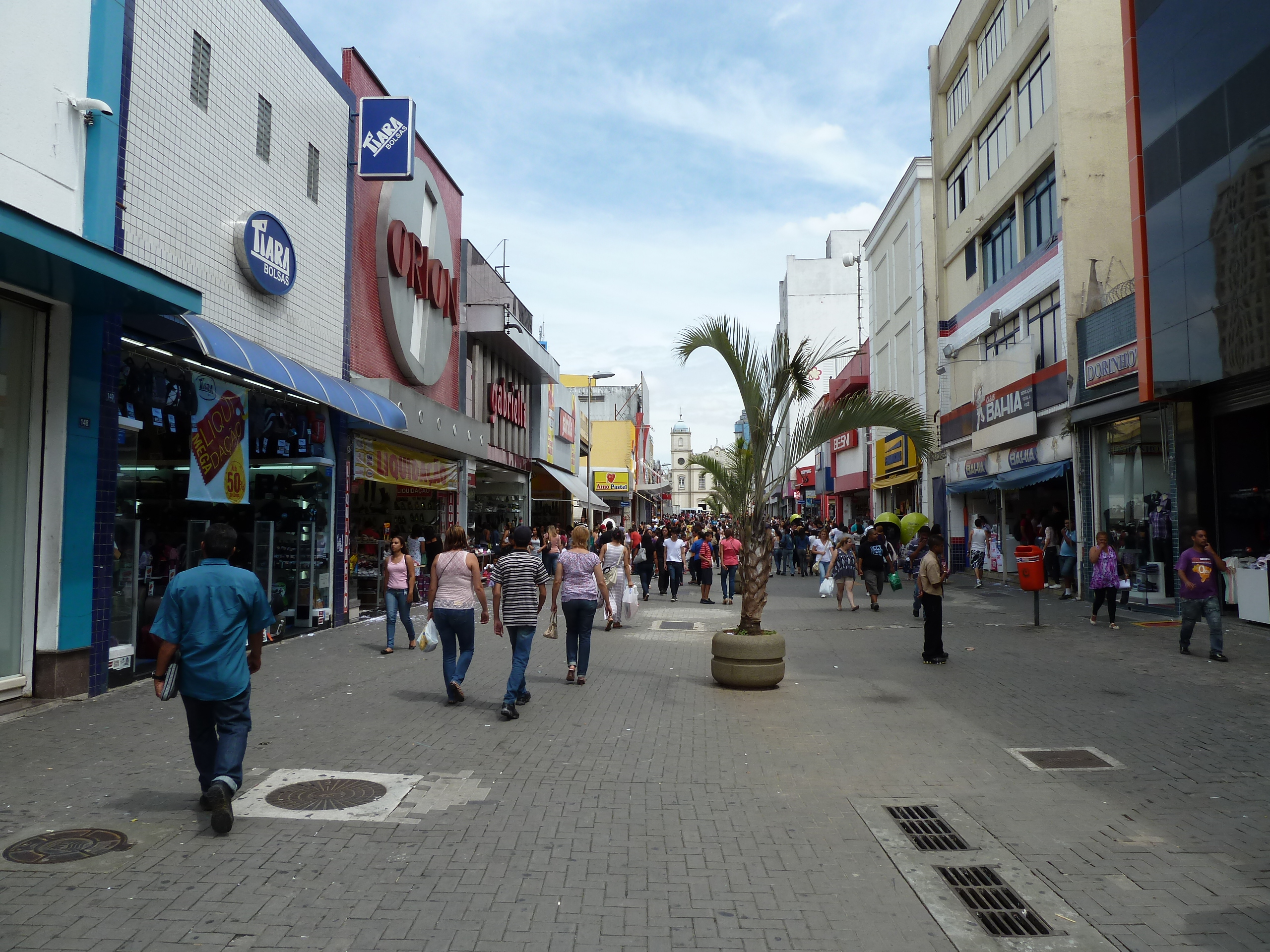
Calçadão da Rua Dom Pedro II, no Centro

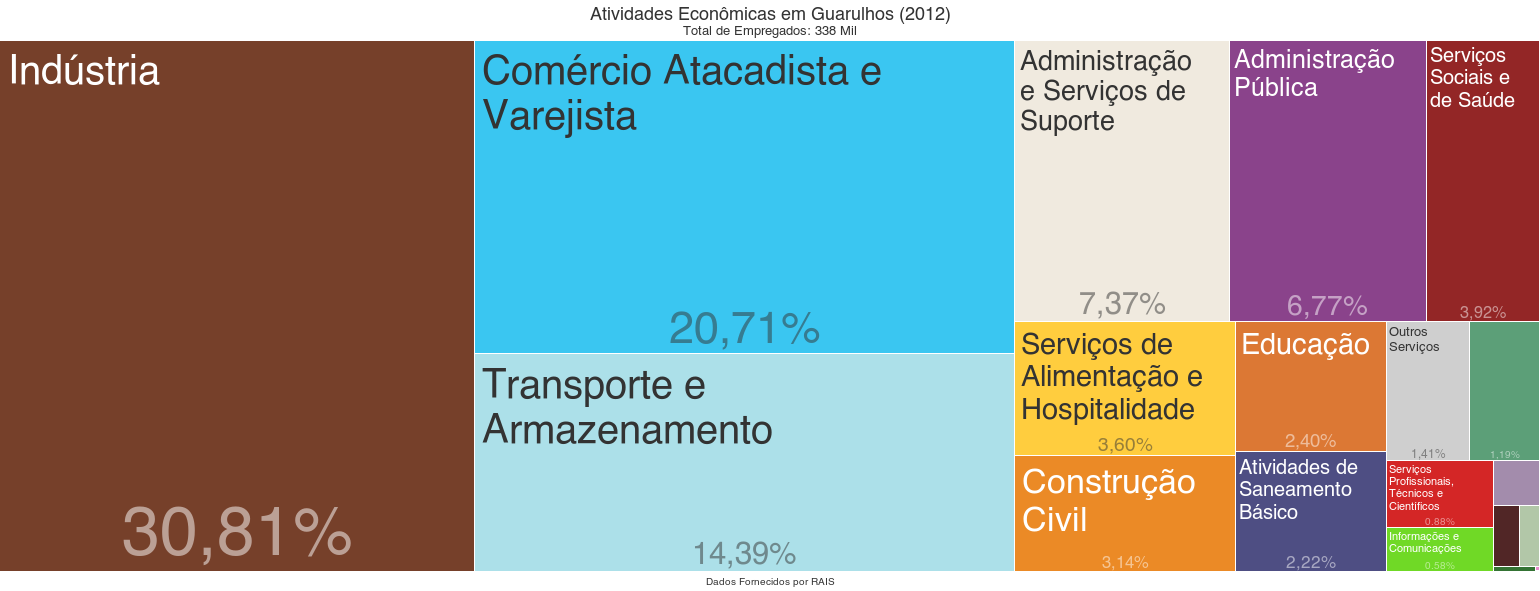
Atividades econômicas em Guarulhos (2012)

A economia de Guarulhos começou no período colonial, em 1597 por Afonso Sardinha com a mineração de ouro na região das Lavras Velhas do Geraldo ou Catas Velhas onde hoje é conhecida apenas como bairro das Lavras. Esse período do ciclo do ouro em Guarulhos durou mais de 200 anos.
Com o fim da exploração aurífera, vieram, depois, os ciclos do tijolo ao longo das várzeas dos rios Tietê, Cabuçu e Baquirivu-guaçu surgindo centenas de olarias na cidade, na maioria pelos imigrantes italianos. Com a introdução do tijolo como material de construção substituindo a taipa de pilão, as olarias em Guarulhos encontrou espaço na economia paulista.
O surgimento das indústrias em Guarulhos começou a partir de 1915 com a implantação do ramal da Tramway da Cantareira que acabaram sendo atendidos pela linha ferroviária. Guarulhos foi considerada a 13ª cidade mais rica do Brasil, em 2013, com um Produto Interno Bruto (PIB) na ordem de 49,3 bilhões de reais, o que representa 1,01% de todo PIB brasileiro na época.
O setor de logística e transportes em Guarulhos é muito vasto, e a partir dessa necessidade diversos cursos de especialização se tornaram presentes na cidades. Entre eles a faculdade pública estadual FATEC.

## Infraestrutura

### Segurança pública e criminalidade
Desde 2000, a cidade tem diminuído a sua taxa de criminalidade. No período entre 1999 e 2009, a taxa de homicídios caiu 71% na cidade.
Homicídios Dolosos por 100 mil habitantes em Guarulhos

### Saúde

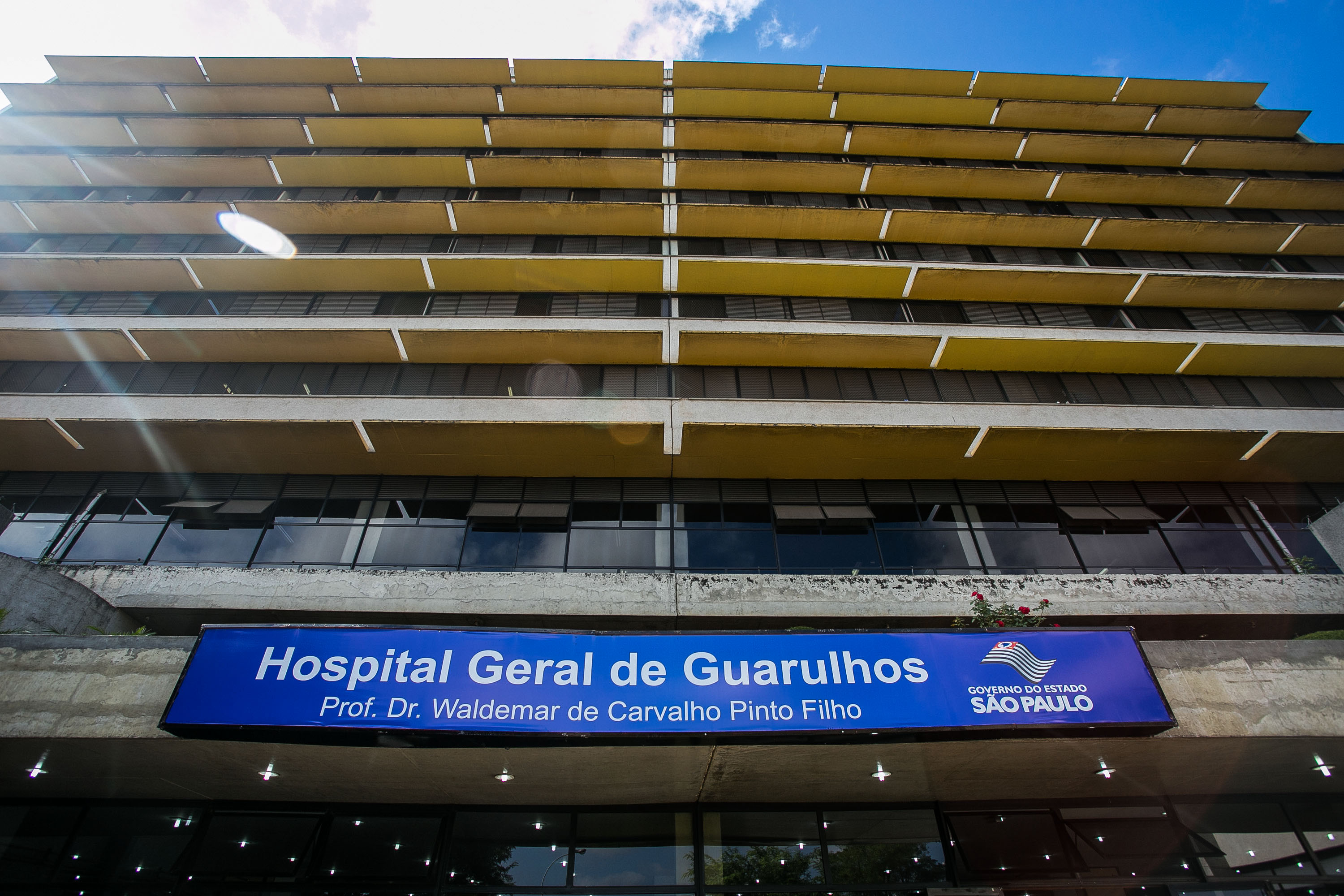
Hospital Geral de Guarulhos

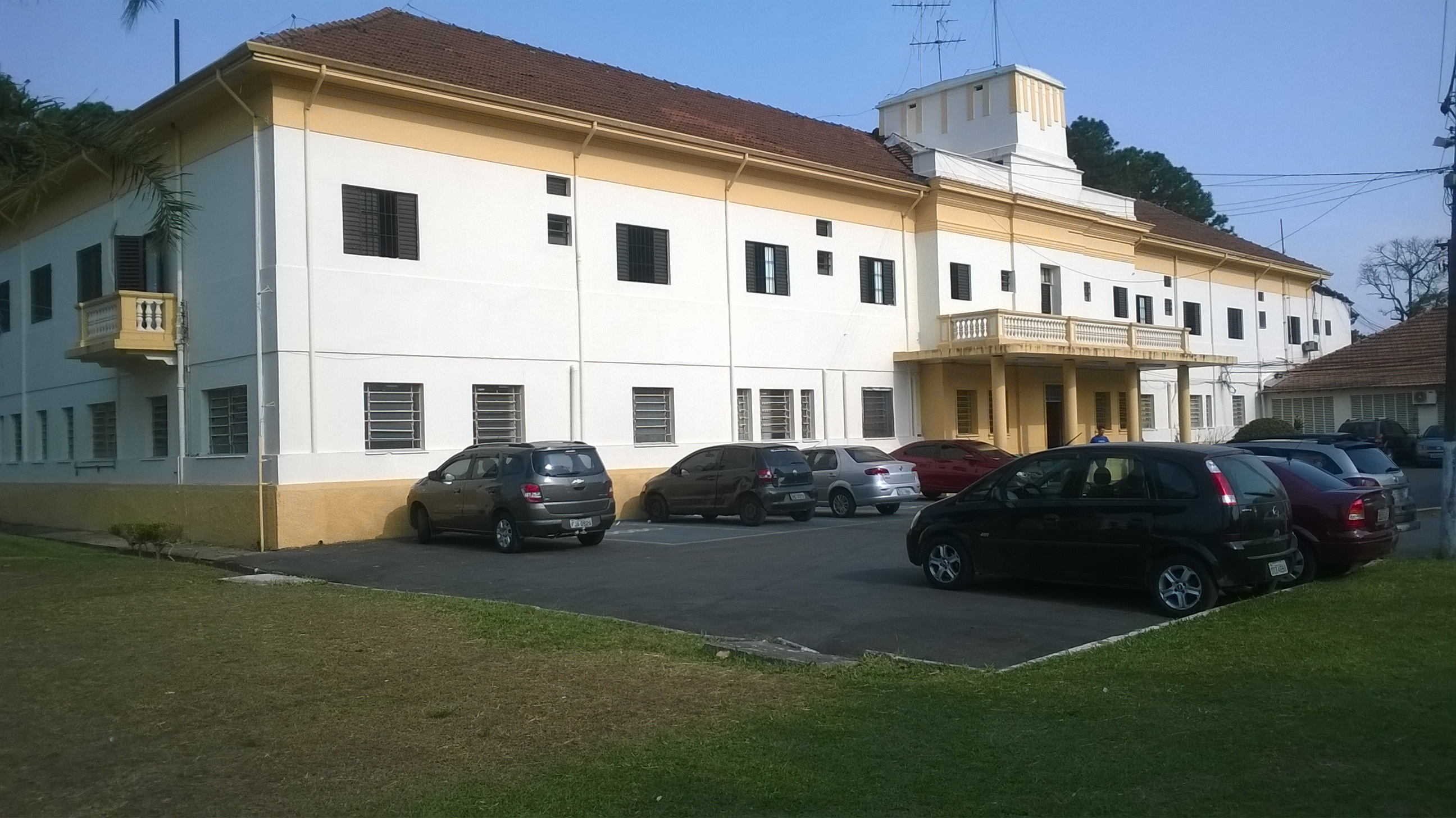
Sanatório Padre Bento.

O município conta com quinze hospitais (públicos e privados), sendo os que merecem destaque:
- Hospital Padre Bento
- Hospital Unimed;
- Hospital Bom Clima;
- Hospital Carlos Chagas;
- Hospital Stella Maris;
- Hospital Seisa;
- Hospital Medtour;
- Hospital Municipal Pimentas Bonsucesso;
- Hospital Municipal de Urgências;
- Hospital Geral de Guarulhos;
- Hospital Geral de Guarulhos (Santa Casa de São Paulo)
- Hospital Municipal da Criança e do Adolescente;
- Hospital e Maternidade Jesus José e Maria;
- Hospital Brasil;
- Hospital e Maternidade São Luiz

Também se fazem presentes 69 unidades básicas de saúde, sete pronto atendimentos, além de quatro Centro de Especialidades Médicas (Centro, Cantareira, São João e Pimentas-Cumbica), quatro centros odontológicos e sete unidades psicossociais.
O município apresenta os seguintes índices ligados a saúde:
- IDH-M Saúde: 0,831[25]
- Expectativa de vida (anos): 74,2
- Mortalidade Infantil até 1 ano (por mil) 11,46

### Transportes

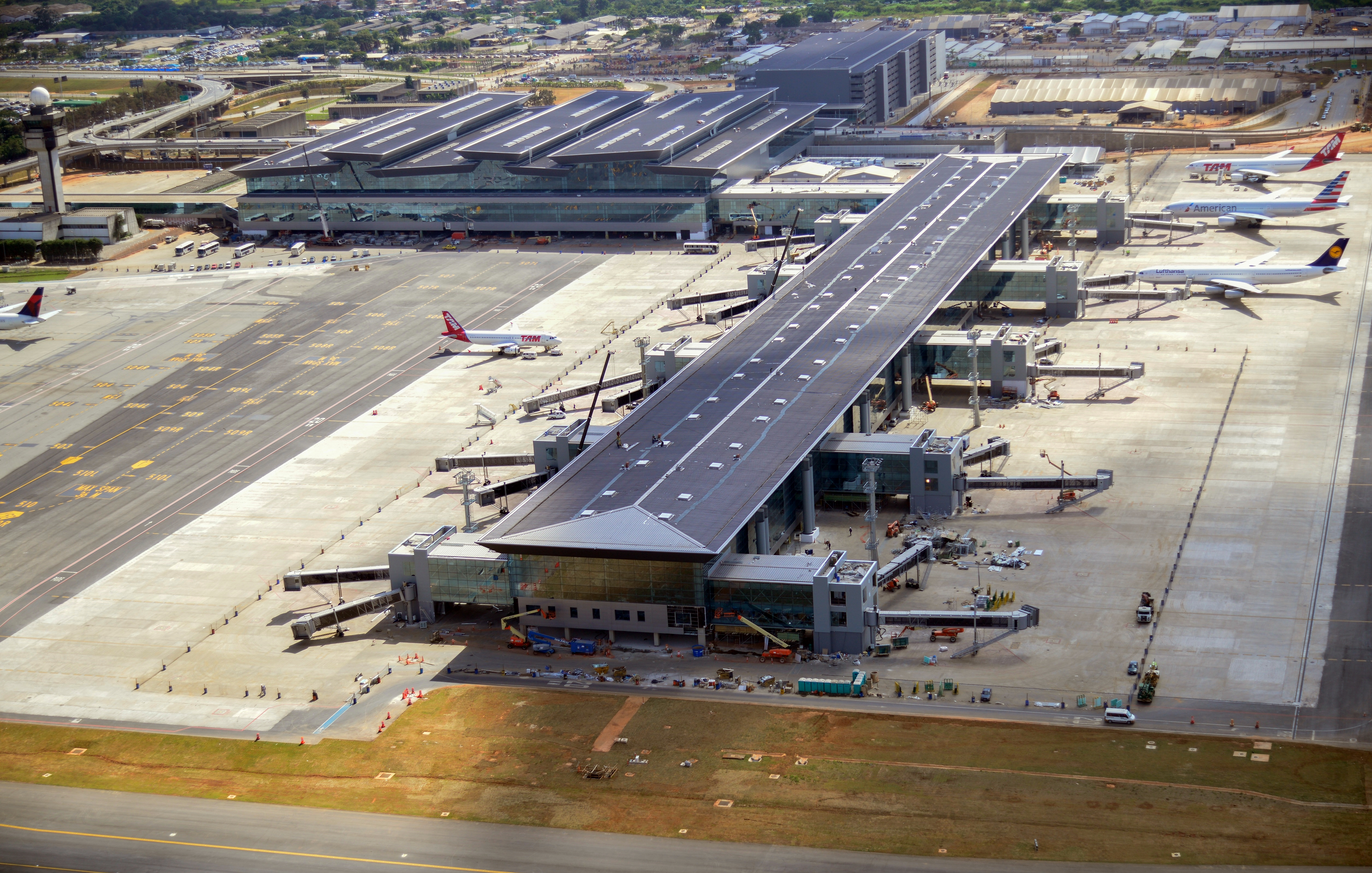
Terminal 3 do Aeroporto Internacional de São Paulo-Guarulhos.

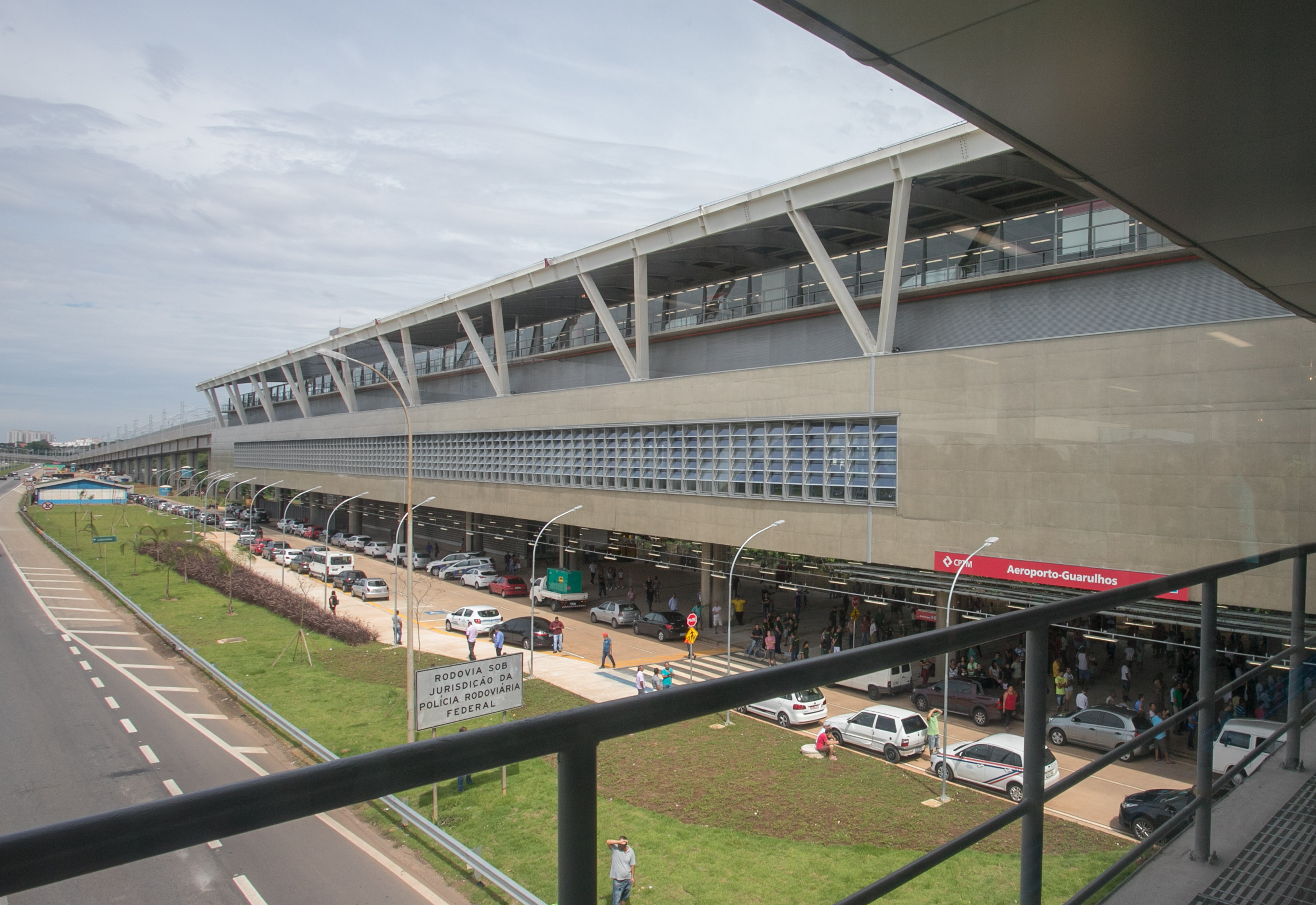
A Estação Aeroporto–Guarulhos do Trem Metropolitano.

O Aeroporto Internacional de São Paulo-Guarulhos – Governador André Franco Montoro, também conhecido por Aeroporto Internacional de Cumbica (IATA: GRU, ICAO: SBGR), é o principal e o mais movimentado aeroporto do Brasil. Localizado na cidade, no bairro de Cumbica.ref name=":2">«Entre os maiores do mundo, aeroporto de Guarulhos é o segundo mais pontual». O Globo. 4 de janeiro de 2017. Consultado em 30 de outubro de 2021</ref>
O município é atendido pela Linha 13–Jade do Trem Metropolitano de São Paulo, inaugurada em 31 de março de 2018 que liga a Estação Engenheiro Goulart, em São Paulo, a Estação Aeroporto–Guarulhos, próxima ao Terminal 1 do aeroporto, com parada junto ao Terminal Rodoviário da cidade no Parque Cecap. A estação é interligada através de passarela ao Terminal Taboão.
Há projeto de construção de duas estações da Linha 2 do Metrô de São Paulo no município, no bairro Ponte Grande e próximo à Via Dutra.
Atualmente, existe uma réplica da antiga estação de Guarulhos do Tramway da Cantareira na Praça Quarto Centenário, no centro da cidade. Parte do antigo trajeto do ramal foi reaproveitado no leito da Linha 1-Azul do Metrô de São Paulo. O antigo Ramal de Guarulhos do Tramway também seria imortalizado na clássica música Trem das Onze, de Adoniran Barbosa.

#### Rodovias

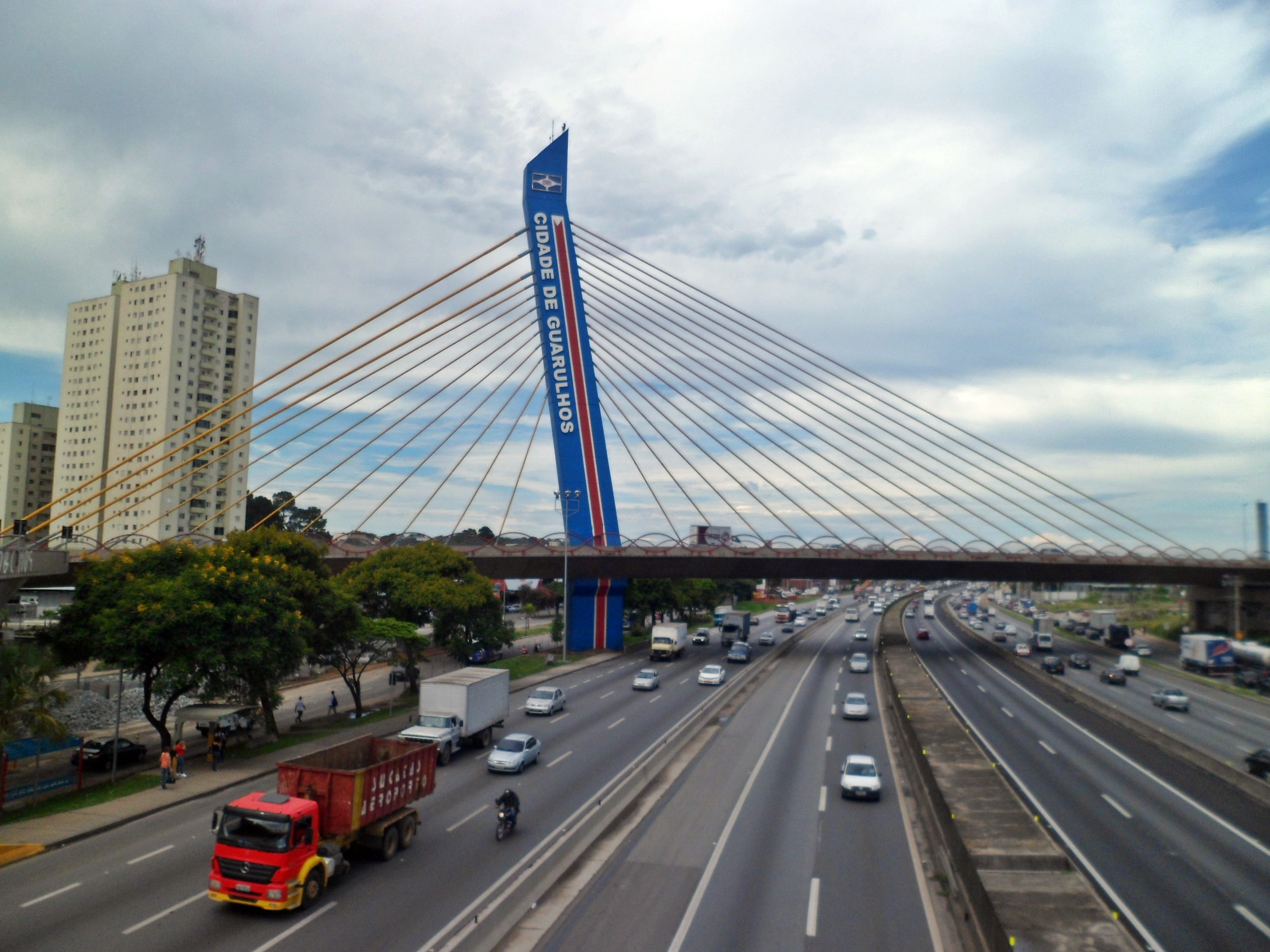
Viaduto Cidade de Guarulhos, construído sobre a Rodovia Presidente Dutra (BR-116; SP-60)

Guarulhos tem o privilégio de ser cortada por rodovias de grande importância no cenário estadual e federal, sendo elas:
- Rodovia Presidente Dutra - Atravessa o município de leste a oeste, da divisa com o município de Arujá a divisa com a capital paulista. As suas margens, em ambos os sentidos (RJ e SP) é tomada por inúmeras indústrias e comércios dos mais variados segmentos;
- Rodovia Fernão Dias - Atravessa o extremo sudoeste do município nos bairros de Itapegica e Ponte Grande;
- Rodovia Ayrton Senna - Assim como a Rodovia Presidente Dutra, também corta toda a extensão do município de leste a oeste. Em alguns pontos, a rodovia é o ponto de divisão entre os municípios de Guarulhos e São Paulo;
- Rodovia Hélio Smidt - Única rodovia que possui 100% de sua extensão localizado no interior do município. Serve como ligação entre a Rodovia Ayrton Senna da Silva e o Aeroporto, passando pela Rodovia Presidente Dutra;
- Rodovia Juvenal Ponciano de Camargo (Guarulhos-Nazaré Paulista) - Liga o bairro São João ao município de Nazaré Paulista, às margens da Rodovia Dom Pedro I.

#### Ferrovias
Desde 2018, Guarulhos é servida pela Linha 13 do Trem Metropolitano de São Paulo, que conecta o Aeroporto Internacional de São Paulo-Guarulhos ao bairro de Engenheiro Goulart, na zona leste da capital paulista e um serviço complementar (GRU-Express), um serviço expresso prestado pela CPTM, ligando o Aeroporto de Guarulhos à Estação da Luz no bairro homônimo no centro da capital paulista. No futuro, planeja-se expandir consideravelmente a malha ferroviária da cidade com 4 projetos de obras e expansão. Previsões apontam que até o ano de 2040 podem ser inauguradas a expansão da Linha 13-Jade até o bairro de Bonsucesso, a expansão da Linha 2-Verde até a estação Dutra, a nova Linha 19-Celeste de metrô e a futura Linha 14-Ônix de VLT. Juntas, essas linhas farão uma integração intermodal necessária para a cidade, ligando pontos de interesse a grandes centros populacionais, atendendo a bairros como Pimentas e Bonsucesso, além do próprio centro da cidade, suprindo a sua demanda por transporte de alta capacidade, além de fazer a conexão com a capital paulista ainda mais rápida e eficiente.

### Educação

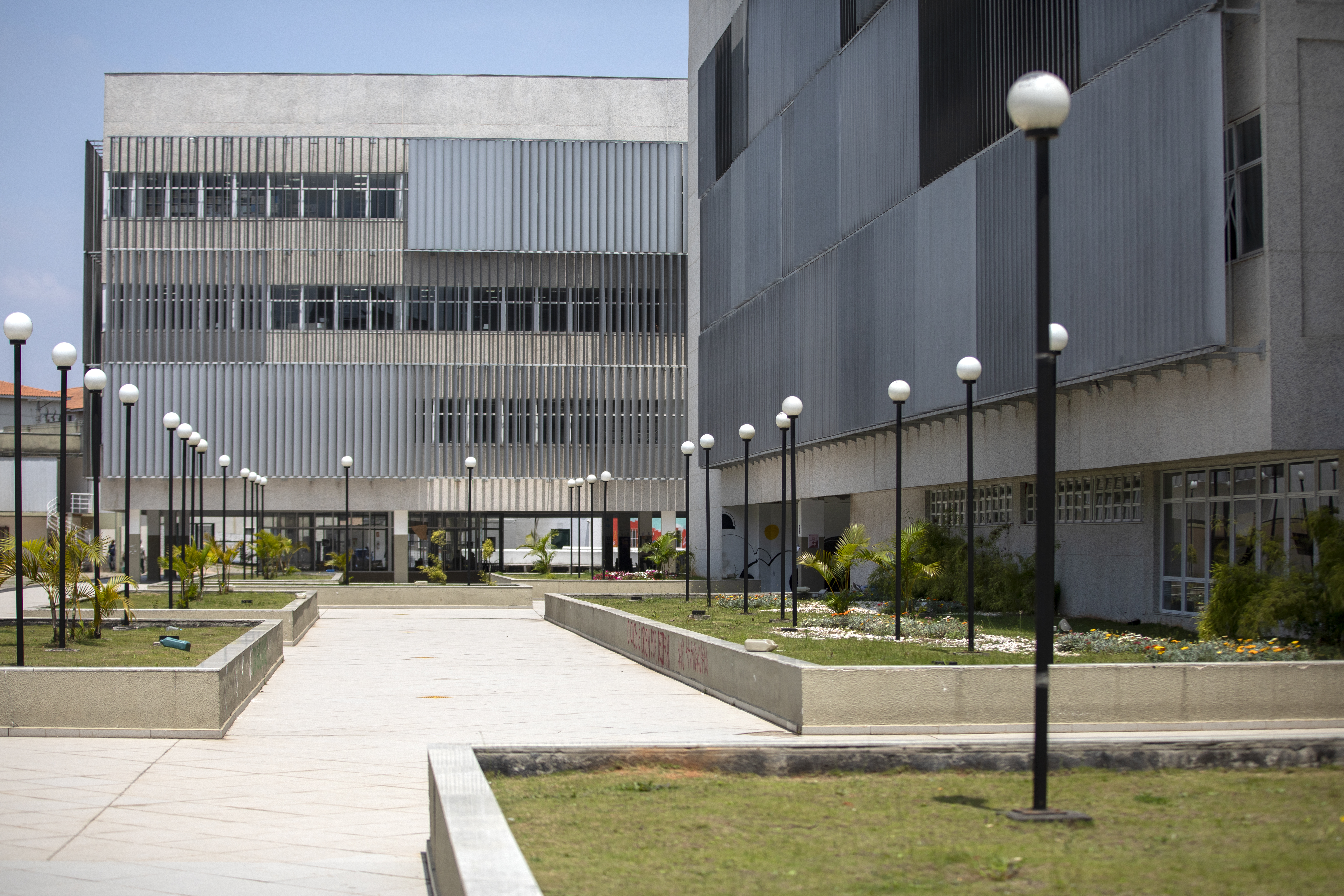
Escola de Filosofia, Letras e Ciências Humanas da Universidade Federal de São Paulo

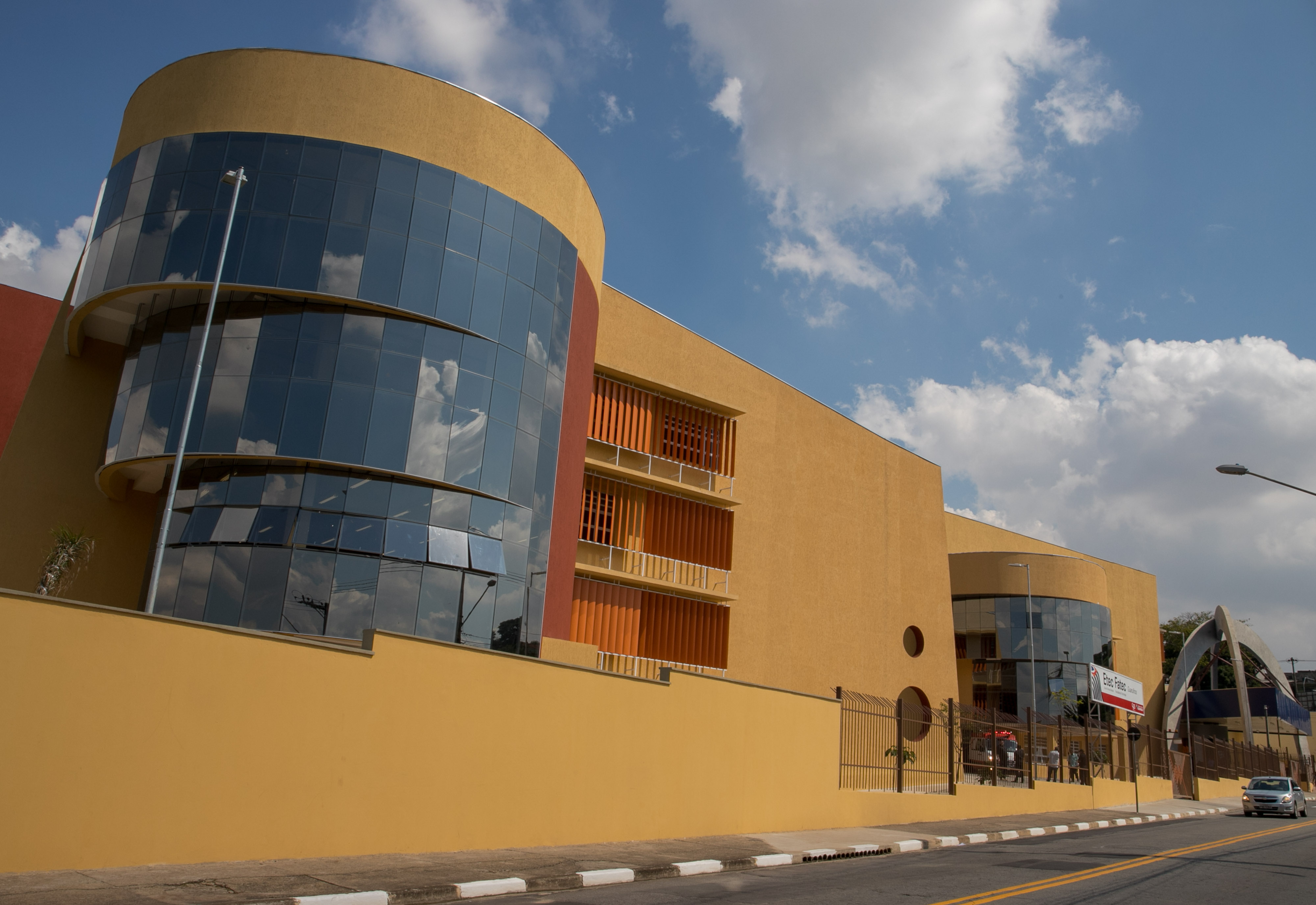
FATEC de Guarulhos.

A cidade de Guarulhos conta com universidades como a Escola de Filosofia, Letras e Ciências Humanas da Universidade Federal de São Paulo no Pimentas, desde 2007, Universidade de Guarulhos (UNG), Centro Universitário Metropolitano de São Paulo (FIG-UNIMESP), a Faculdade de Tecnologia do Estado de São Paulo (FATEC).
Além disso, o município conta com as seguintes instituições de ensino superior: Uninove, Faculdade Eniac, Escola Superior Paulista de Administração (Faculdade de Negócios de Guarulhos), Facig, Faculdade IDEPE e Faculdades de Guarulhos, além de contar com um unidade semipresencial da Universidade Metodista de São Paulo (localizada nas dependências do Shopping Bonsucesso).
A cidade também conta com um campus do Instituto Federal de Educação, Ciência e Tecnologia de São Paulo (IFSP), que, desde o segundo semestre de 2006, ministra os cursos técnicos em manutenção e suporte de informática e automação industrial e, ainda, cursos de nível superior de tecnologia em análise e desenvolvimento de sistemas e automação industrial para o período noturno e, para o diurno, superior em licenciatura em matemática.
Os índices relacionados à área de educação do município são os seguintes:
- IDH-M Educação: 0,717[25]
- Taxa de Alfabetização: 94,2%[50]

### Comunicações
Em 1960, foi criada a Companhia Telefônica de Guarulhos, numa tentativa de substituir os obsoletos 120 telefones manuais que eram operados pela Companhia Telefônica Brasileira.
Em 1962, a Companhia Telefônica de Guarulhos operava 2 000 terminais telefônicos automáticos, com o prefixo 49. Dois anos após a criação do sistema Telebrás, em 1974, a Telecomunicações de São Paulo adquiriu a Companhia Telefônica de Guarulhos, então com 7 000 terminais, com a condição de que todas as chamadas telefônicas entre os dois municípios fossem consideradas chamadas locais. Na ocasião, o prefixo 49 foi alterado para 209. Em 2003, foi alterado para 6409 e, atualmente é 2409. O número de terminais aumentou para 20 000 em 1977.

## Cultura

### Centro culturais

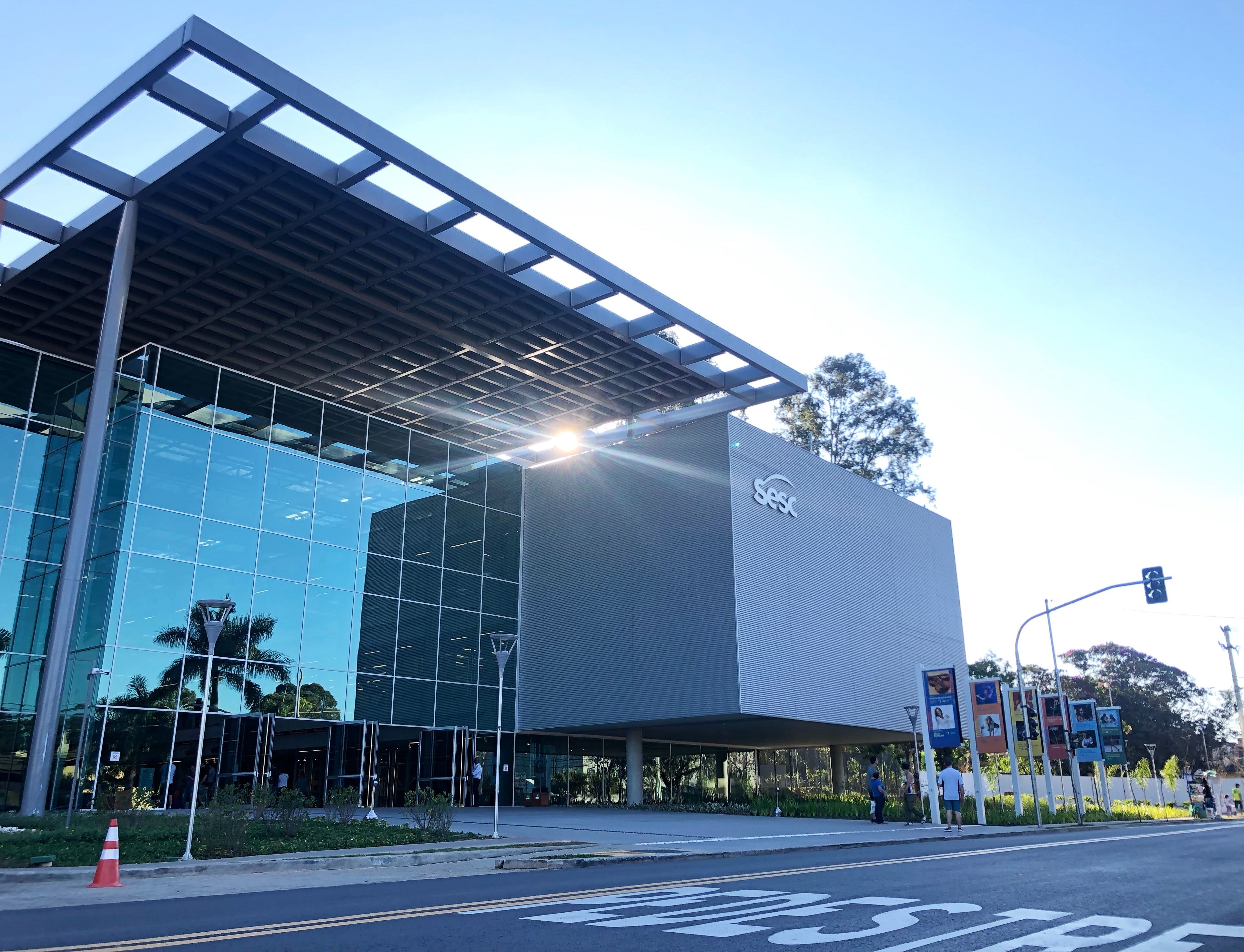
Entrada do Sesc Guarulhos

O Arquivo Histórico Municipal é responsável por conservar os itens de valor histórico ou cultural para a cidade. A cidade conta com um sistema de bibliotecas públicas, com matriz na Biblioteca Monteiro Lobato. Há dois teatros na cidade, o Teatro Padre Bento e o Teatro Nelson Rodrigues. Há locais tombados pela prefeitura, como o Casarão José Maurício e o Sítio da Candinha.
Guarulhos ainda conta com a 44ª unidade do Serviço Social do Comércio, o Sesc Guarulhos. O local tem 34 mil m² de área e possui salas de música, teatro, biblioteca, piscinas e áreas esportivas. O prédio também engloba um acervo de arte brasileira, com 24 obras de arte.

### Esportes

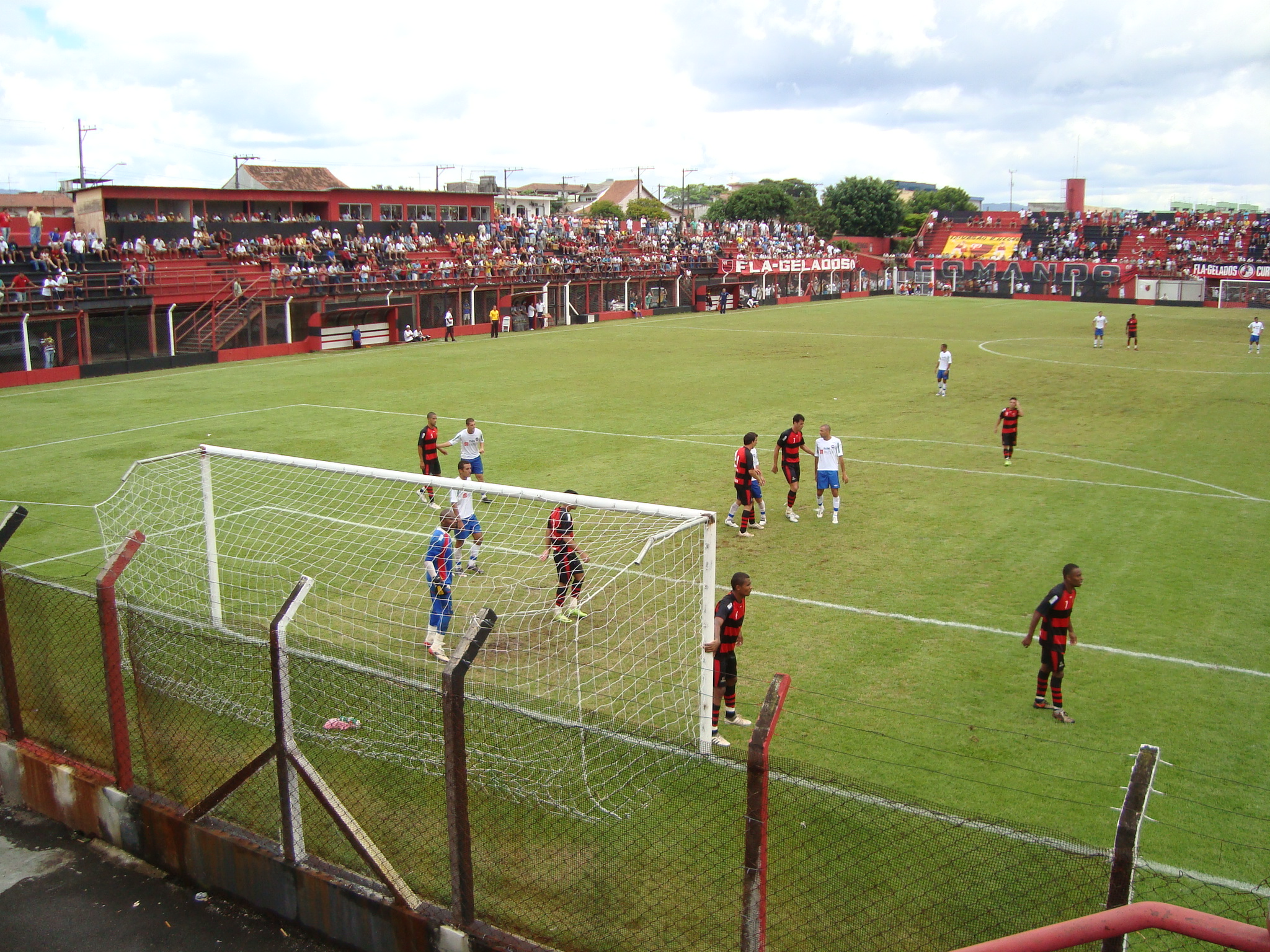
Estádio Municipal Antônio Soares de Oliveira, durante partida do A.A. Flamengo.

O primeiro clube de futebol de Guarulhos foi o Paulista, que atuava onde hoje está localizada a Praça Getúlio Vargas. Hoje, o município conta com o Estádio Municipal Antônio Soares de Oliveira e o Estádio Municipal Cícero Miranda. Atualmente, o município de Guarulhos, que já contou com várias equipes de futebol, possui duas equipes profissionais em atividade: a A.A. Flamengo e a A.D. Guarulhos, ambas disputando a Segunda Divisão do Campeonato Paulista, equivalente a quinta divisão do futebol paulista.[carece de fontes?]